# Mercedes-AMG F1 W13 E Performance
A Mercedes W13, hivatalos, hosszú nevén a Mercedes-AMG F1 W13 E Performance egy Formula–1-es versenyautó, melyet a Mercedes AMG Petronas F1 Team indított és versenyeztetett a 2022-es Formula–1 világbajnokság során. Pilótái Lewis Hamilton és a csapathoz újonnan érkező George Russell voltak. A szabályváltozások miatt radikálisan áttervezett autó közel sem volt annyira sikeres, mint elődei, mégis képes volt szép eredményekre, különösen az idény második felében, és végig egyértelműen a harmadik erő volt.

## Áttekintés
2022-re új szabályok léptek életbe a Formula–1-ben, melynek lényege az volt, hogy az autókat a maximális szívóhatás (ground effect) elérése mentén kellett megtervezni, és ehhez a nagyobb méretű kerekek, valamint az íveltebb karosszéria is figyelembevételre kellett, hogy kerüljön. A W13-as visszakapta a Mercedes autóira korábban is jellemző ezüst-mentazöld színt, az Ineos támogatóra utaló pirossal a légbeömlőnyílásokon, valamint a rajtszámok is színesek lettek: Hamiltoné citromzöld, Russellé kék. Belgiumban egy különleges, az 1971-es spái 24 órás verseny győztesét, a Mercedes-Benz 300 SEL 6.3 "Rote Sau"-t ünneplő festéssel készültek, azonban ez végül nem került bevetésre, csak bizonyos elemeit használták.
A szezon eleji teszteken eleinte egy hagyományosabb kialakítású oldaldobozzal ellátott Mercedest láthattunk, majd a második teszten egy radikális, a többi csapatétól teljesen eltérő kialakítású, extrém módon kicsi oldaldobozt szereltek fel. A visszapillantó tükröket is két apró szárnyacskára szerelték fel, amelyek szabályosságát több csapat vitatta, de végül használhatták. Ami sokkal nagyobb bajt jelentett, az az ún. "delfinezés", mely többé-kevésbé valamennyi csapatot sújtott az évben, de a Mercedest extrém mértékben. Már a nyolcvanas évek elején is fennállt ez a jelenség, amit az okozott, hogy az autót a szívóhatás ugyan szinte az aszfaltra tapasztja, viszont ha már kellően leér a padlólemez, akkor a szívóhatás egy pillanatra megszűnik, az autó elemelkedik, majd a légáramlatok újra visszaszippantják. Ez a gyakorlatban pattogásként jelentkezik, ami különösen igénybeveszi a pilótákat is, és a vezethetőséget is korlátozza. A jelenség miatt Hamilton már a szezon elején leírta a csapatot és győzelmi esélyeiket, és csak a szezon második felére tudtak többé-kevésbé úrrá lenni rajta.
Eleinte valóban nem is szerepeltek túl jól, bár a szezonnyitó bahreini futamon Hamilton harmadik lett. Russell azonban kilenc futamot zárt a legjobb öt között, és a nyári szünet előtt a magyar nagydíjon pole pozíciót is tudott szerezni. Hamiltonnak felemás idénye volt: ha az előző évi azerbajdzsáni baleset miatti visszaesését nem számítjuk, akkor a 2013-as spanyol nagydíj óta először fordult elő vele Imolában, hogy pontot nem érő helyen ért célba. Formája csak Kanadától kezdve kezdett el javulni, akkortól sorozatban öt dobogót szerzett. Brazíliában Russell megszerezte karrierje és a csapatnak az idény során első győzelmét, még úgy is, hogy az időmérő edzését elrontotta és a kavicságyban kötött ki, ám a sprintversenyt megnyerte, és utána végig kontrollálta a futamot.
A kezdetben gyengélkedő Mercedes összeszedte magát, és az egyre inkább bukdácsoló Ferrarival a szezon végéig harcban volt a bajnoki második helyért. Ám a szezonzáró futamon csapnivalóan teljesítettek: Hamilton autója a rajtot követően négy kerékkel a levegőbe emelkedett, földet éréskor pedig megsérült, így a futam végén váltóhibával kellett kiállnia. Újra megjelent ezen a hétvégén a korábban kiküszöböltnek hitt pattogás és a fékek egyenetlen melegedése, így meg kellett elégedniük a harmadik hellyel.

## Eredmények
| Év        | Csapat                        | Motor               | Gumik | Pilóták        | Futamok | Futamok | Futamok | Futamok | Futamok | Futamok | Futamok | Futamok | Futamok | Futamok | Futamok | Futamok | Futamok | Futamok | Futamok | Futamok | Futamok | Futamok | Futamok | Futamok | Futamok | Futamok | Pontok | Helyezés |
| Év        | Csapat                        | Motor               | Gumik | Pilóták        | BHR     | SAU     | AUS     | EMI     | MIA     | ESP     | MON     | AZE     | CAN     | GBR     | AUT     | FRA     | HUN     | BEL     | NED     | ITA     | SIN     | JPN     | USA     | MXC     | SAP     | ABU     | Pontok | Helyezés |
| --------- | ----------------------------- | ------------------- | ----- | -------------- | ------- | ------- | ------- | ------- | ------- | ------- | ------- | ------- | ------- | ------- | ------- | ------- | ------- | ------- | ------- | ------- | ------- | ------- | ------- | ------- | ------- | ------- | ------ | -------- |
| 2022      | Mercedes-AMG Petronas F1 Team | Mercedes-AMG F1 M13 | P     | Lewis Hamilton | 3       | 10      | 4       | 13      | 6       | 5       | 8       | 4       | 3       | 3       | 3       | 2       | 2       | KI      | 4       | 5       | 9       | 5       | 2       | 2       | 2       | 18 †    | 515    | 3.       |
| 2022      | Mercedes-AMG Petronas F1 Team | Mercedes-AMG F1 M13 | P     | George Russell | 4       | 5       | 3       | 4       | 5       | 3       | 5       | 3       | 4       | KI      | 4       | 3       | 3       | 4       | 2       | 3       | 14      | 8       | 5       | 4       | 1       | 5       | 515    | 3.       |
| Források: |                               |                     |       |                |         |         |         |         |         |         |         |         |         |         |         |         |         |         |         |         |         |         |         |         |         |         |        |          |

- Félkövérrel jelölve a pole pozíció, dőlt betűvel a leggyorsabb kör
- A belga nagydíjon fél pontokat osztottak.
- † – Nem fejezte be a futamot, de rangsorolva lett, mert teljesítette a versenytáv 90%-át.
- Az osztrák sprintfutamon Hamilton 1, Russell 5, a brazilon Hamilton 6, Russell 8 pontot szerzett.